# Sanktuarium św. Anny na Górze św. Anny
Sanktuarium św. Anny na Górze św. Anny – zabytkowy zespół kościelno-klasztorny na Górze św. Anny franciszkanów (OFM) należący do prowincji św. Jadwigi Zakonu Braci Mniejszych.

## Kościół

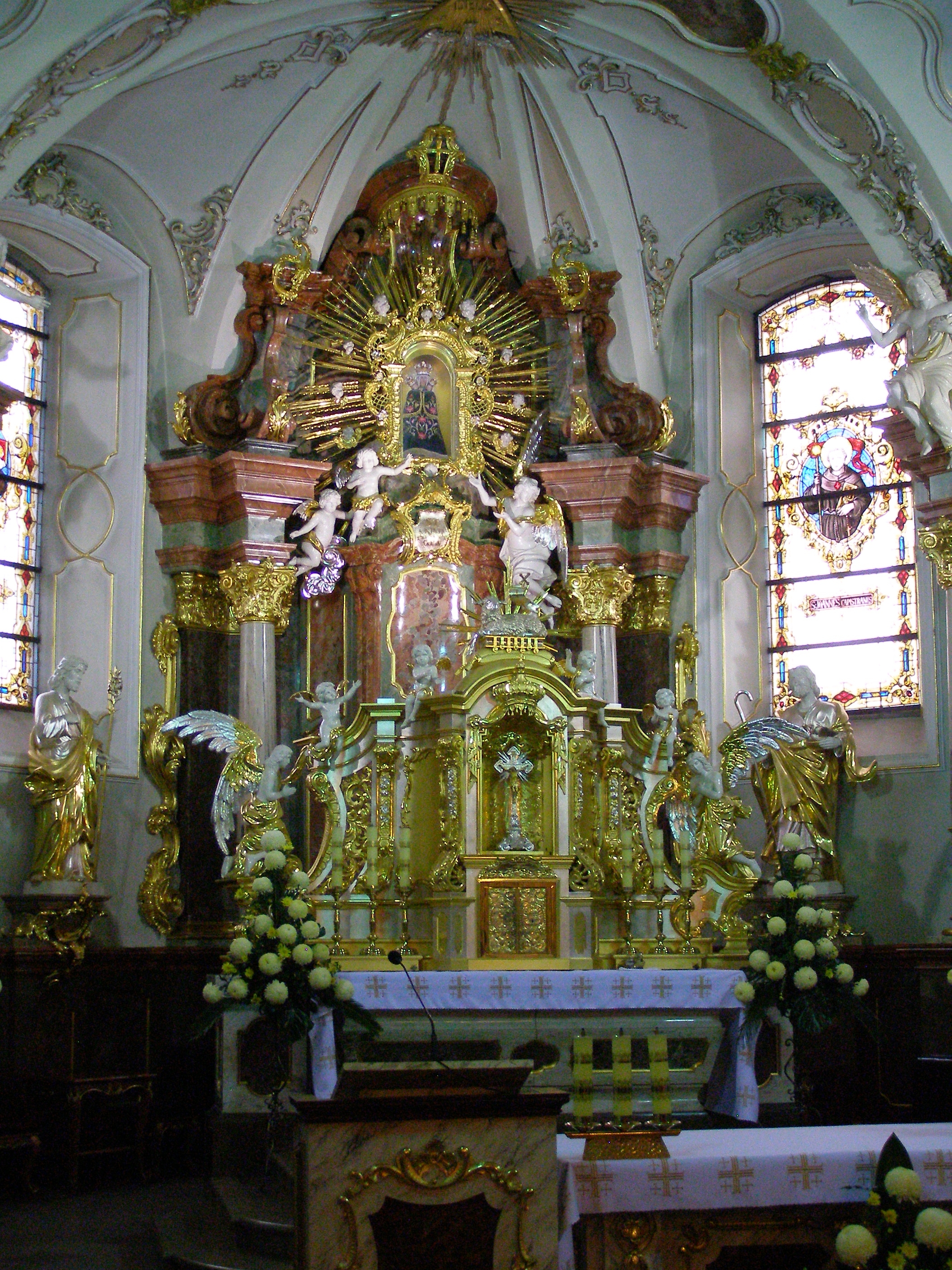
Ołtarz główny z figurką św. Anny Samotrzeciej

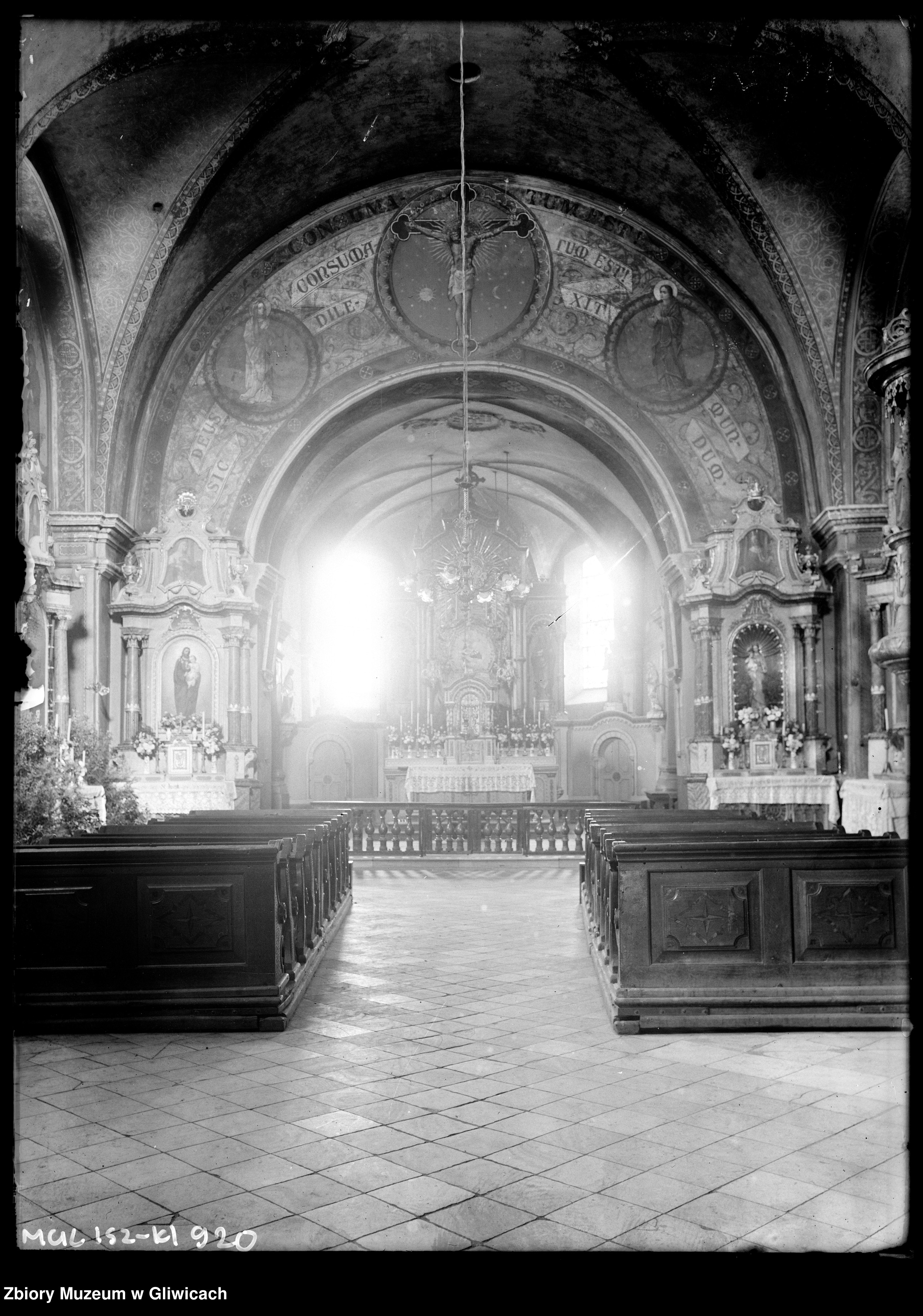
Wnętrze kościoła pw. św. Anny Samotrzeciej - 1900-1940

Kościół zakonny franciszkanów i jednocześnie parafialny należący do dekanatu Leśnica diecezji opolskiej. Pierwszy kościół pw. św. Jerzego został zbudowany na górze w 1480 r. z fundacji Mikołaja i Krzysztofa Strzał (Strzel), właścicieli Poręby, Leśnicy i Żyrowej. Na początku XVII w. przeniesiono z Ujazdu do tutejszego kościoła słynącą cudami rzeźbę z drewna lipowego św. Anny Samotrzeciej z ok. 1480 roku (ma ona wysokość 54 cm, stoi na młodszej jesionowej podstawie wysokości 12 cm, trzyma Maryję na lewym ramieniu i Jezusa na prawym), zawierającą relikwie świętej (w otworze w głowie figurki św. Anny). Zmieniono też wtedy wezwanie kościoła i nazwę góry (wcześniej zwanej Górą św. Jerzego). W kościele znajdują się relikwie św. Anny. W 1896 r. figurkę przeniesiono z ołtarza bocznego do głównego, gdzie znajduje się do dziś. W świątyni jest sześć ołtarzy bocznych: Matki Bożej, św. Piotra z Alkantary, św. Antoniego Padewskiego, św. Franciszka, św. Jadwigi Śląskiej i św. Józefa. 29 czerwca 1980 roku dekretem Stolicy Apostolskiej kościół został podniesiony do godności bazyliki mniejszej.
Kościół jest budowlą pierwotnie gotycką z XV wieku, przebudowaną w 1665 r., w 1781 roku oraz w stylu neobarokowym w latach 1957–1963. W ołtarzu głównym cudowna figura świętej Anny Samotrzeć z XV wieku). Wpisany na listę zabytków w rejestrze wojewódzkim.

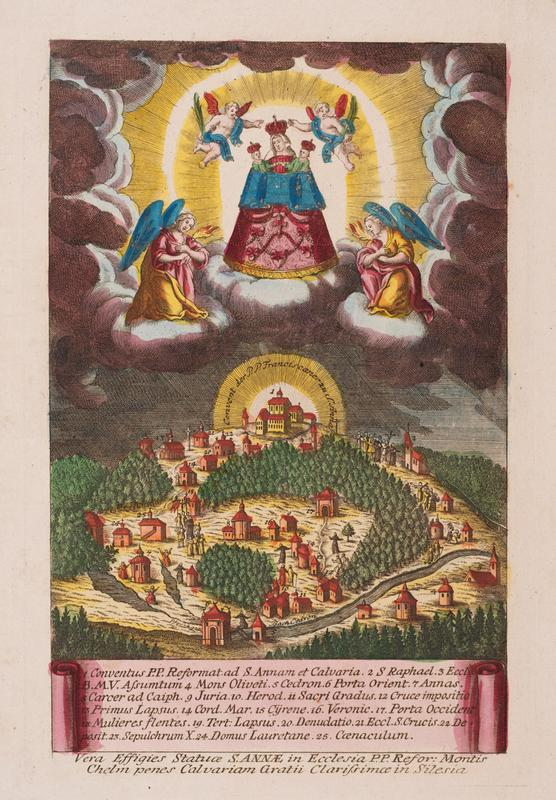
Rycina z XIX w. przedstawiająca sanktuarium na Górze św. Anny

## Klasztor

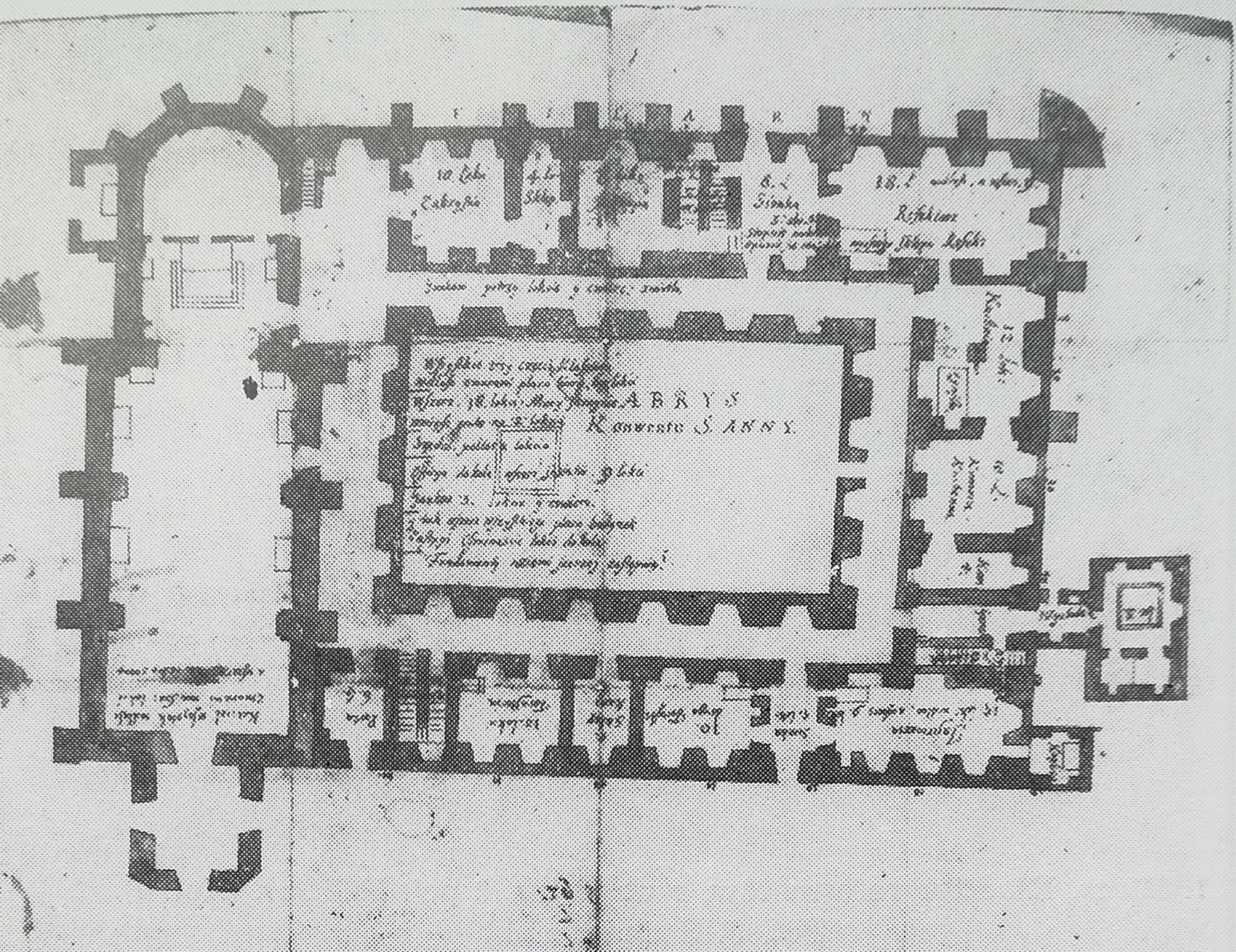
Plan klasztoru z 1. połowy XVIII w.

W październiku 1655 r. na Górę Świętej Anny przybyło pod przewodnictwem o. Franciszka Rychłowskiego 23 lub 30 franciszkanów z Krakowa, który opuścili w czasie wojny polsko-szwedzkiej, gdy spalono ich klasztor. Za zgodą kapituły z o. Krystianem Chojeckim na czele oraz właściciela ziemi opolskiej, króla Polski Jana II Kazimierza Wazy. W latach 1656–1659 zbudowali oni drewniany klasztor na Górze Świętej Anny. W 1659 rozpoczęto przebudowę i rozbudowę starego kościoła, dostosowując go do reguły reformatów. Prace ukończono w 1673 r. Zyskała wystrój barokowy, a fundatorem był hrabia Gaschin. W latach 1733–1749 powstał murowany zespół klasztorny, do którego w 1768 r. dobudowano Rajski Plac (dziedziniec arkadowy), na którym obecnie stoi 15 stuletnich konfesjonałów. Jednocześnie w 1754 r. na kościele dobudowano sygnaturkę. W latach 1700–1709 wybudowano z fundacji hrabiego Georga Adama von Gaschin 33 kaplice kalwaryjne, na wschodnich stokach góry. Zaprojektował je opolski architekt Domenico Signo. Nominalnie były własnością parafii w Leśnicy, faktycznie nie były użytkowane aż do 1763 roku, kiedy kalwarię przejęli zakonnicy z Góry Świętej Anny i podjęli działania, by uczynić je miejscem pielgrzymowania. W okresie 1756–1764 odnowiono stare kaplice, dobudowano 4 nowe, w 1764 r. uzyskano odpust papieski dla kalwarii. W 1766 r. o. Stefan Staniewski opracował program odprawianych na kalwarii nabożeństw, a teksty modlitw i pieśni umieścił rok później w polskim modlitewniku o. Wacław Waxmański. 12 września 1779 r. wyruszyła z Bytomia do Góry Świętej Anny pierwsza śląska pielgrzymka, zapoczątkowując ruch pielgrzymkowy do sanktuarium. W związku ze wzrastającą liczbą pielgrzymów kościół przebudowano w 1781 r. pod kierunkiem architekta ze Strzelec Opolskich Christopha Worbsa, który w latach 80. XVIII w. kierował także renowacją i przebudową kalwarii (dodano m.in. kolejną kaplicę, kilka innych drewnianych zamieniono na murowane). W 1810 r. klasztor uległ kasacji, a franciszkanów wysiedlono. Zakonnicy powrócili w 1860 roku, odnowili kościół, w 1868 r. dobudowali wieżę zegarową, jednak w 1875 r. znowu zostali wysiedleni, a klasztor zlikwidowano w związku z kulturkampfem. Walce o zachowanie klasztoru oraz roli świątyni dla ludu śląskiego poświęcony jest poemat Norberta Bonczyka pt. Góra Chełmska z 1886 roku. Zakonnicy wrócili w 1887 roku. W 1897 r. powstały oba istniejące dziś neobarokowe ołtarze boczne oraz ołtarz główny autorstwa Rajmunda Kutzera (zdemontowany w 1957 roku), a w latach 1904–1905 przebudowano klasztor, m.in. przedłużając skrzydło zachodnie według projektu franciszkanina Mansuetusa Fromma OFM. Na przełomie XIX i XX w. przebywał w klasztorze jako zakonnik Chryzogon Reisch, autor monograficznej pracy o historii tutejszego klasztoru. Pod koniec XIX w. wykupiono kamieniołom nefelinitu tuż za północnym murem klasztoru, zasypano go i w latach 1912–1913 urządzono plac modlitewny (brukując go w 1917 r.) oraz grotę na wzór groty z Lourdes projektu Johanna Carla Bauma z ołtarzem wykonanym przez Johannesa Baumeistera z Wrocławia. W okresie 1913–1916 w 14 bocznych grotach zbudowano tam stacje Męki Pańskiej, częściowo fundowane przez rodziny poległych w I wojnie światowej. Renowację przeprowadzono w okresie 1997–2005 W latach 1928–1938 zbudowano na południe od klasztoru Dom Pielgrzyma. W 1939 r. Niemcy zabronili odprawiać w klasztorze msze w języku polskim, a 13 listopada 1940 r. wyrzucili franciszkanów z klasztoru, oddając budynek Niemcom z Rumunii, niszcząc przy okazji bibliotekę klasztorną, skuwając polskie napisy i konfiskując zbiory muzeum klasztornego. W czasie wojny Niemcy aresztowali gwardiana Bonifacego Wiesiołka. W okresie 1957–1963 Josef Mitschke dokonał przebudowy wnętrza kościoła w stylu neobaroku, wykonując neobarokowe sztukaterie, malowidła ścienne i główny ołtarz, a w 1992 r. jego syn Georg zbudował neobarokowy prospekt organowy. W 1949 r. miał miejsce zjazd kapłanów z udziałem prymasa Stefana Wyszyńskiego, a w 1983 r. świątynię odwiedził papież Jan Paweł II. Na jego cześć po stronie północnej bazyliki postawiono w 2000 r. pierwszy w województwie opolskim pomnik Jana Pawła II, będący kopią monumentu z Płocka, autorstwa Zemły. Klasztor jest wpisany na listę zabytków w rejestrze wojewódzkim.
Obecnym kustoszem Sanktuarium i gwardianem klasztoru jest o. dr Jonasz Marian Pyka OFM.
- - 26 kaplic Drogi Męki Pańskiej i Dróżek Matki Boskiej z XVIII wieku,
  - 6 kaplic maryjnych z XVIII wieku,
  - kaplica pw. św. Józefa z połowy XVIII wieku,
  - mogiła powstańców śląskich,
  - 2 mogiły żołnierskie,
- dom pielgrzyma, część centralna i skrzydło zachodnie, ul. Jana Pawła II, z lat 1929–1939,